# Grades des Forces japonaises d'autodéfense
 (septembre 2016).
Cet article donne les grades militaires en vigueur dans les Forces japonaises d'autodéfense (自衛隊, Jieitai).

## Généralités
Après la Seconde Guerre mondiale, l'Armée impériale japonaise (大日本帝國陸軍, Dai-Nippon Teikoku Rikugun) et la Marine impériale japonaise (大日本帝國海軍, Dai-Nippon Teikoku Kaigun) ont été dissoutes par les États-Unis pendant l'occupation du Japon.
Les grades et insignes ci-dessous représentent les rangs de la Force terrestre d'autodéfense japonaise (陸上自衛隊, Rikujō Jieitai), de la Force aérienne d'autodéfense japonaise (航空自衛隊, Kōkū Jieitai) et de la Force maritime d'autodéfense japonaise (海上自衛隊, Kaijō Jieitai) qui ont, depuis 1952, remplacé l'armée impériale.
Les grades militaires et navals en cours pendant les années 1938-1945 ont été supprimés après la Seconde Guerre mondiale. La Force d'autodéfense rompt avec la tradition sino-centrée des grades, chaque grade des Forces japonaises d'autodéfense porte un titre japonais distinct, bien que les titres équivalents dans différentes branches sont encore semblables, ne différant que par l'utilisation de la morphème riku (sol) pour les rangs de l'armée de terre, kai (mer) pour les rangs de la marine, et kuu (air) pour l'aviation.
Les étoiles pentagrammes sur des insignes représentent les fleurs des cerisiers. Les soldats japonais prêtent serment de mourir pour protéger la vie et la richesse des citoyens japonais, et donc ils ont été comparés à ces délicates fleurs de cerisiers qui se brisent facilement.　
　

## Grades

### Force terrestre d'autodéfense japonaise
En japonais 陸上自衛隊 (Rikujō Jieitai) et plus souvent désignée par le terme anglais Japanese Ground Self-Defense Force (abrégé en JGSDF).
| Grades                                                                                     | Désignation de grade en traduction française                                 | Grade équivalent dans l'Armée de terre française                                    | Niveau de commandement habituel dans la Force terrestre d'autodéfense japonaise | Insigne type A （甲階級章） | Insigne type B （乙階級章） | Insigne miniature type （略章） |
| ------------------------------------------------------------------------------------------ | ---------------------------------------------------------------------------- | ----------------------------------------------------------------------------------- | ------------------------------------------------------------------------------- | --------------------------- | --------------------------- | ------------------------------- |
| Officiers（幹部）                                                                          |                                                                              |                                                                                     |                                                                                 |                             |                             |                                 |
| 幕僚長たる陸将 (Bakuryōchō-taru-Rikushō, (Général terrestre servant de chef d'état-major)) | Général de corps d'armée ou Général de division servant de chef d'état-major | Général d'armée                                                                     | Chef d'état-major 幕僚長 (Bakuryōchō)                                           |                             |                             |                                 |
| 陸将 (Rikushō, (Général terrestre))                                                        | Général de division                                                          | Général de corps d'armée                                                            | Commandement major ou Armée                                                     |                             |                             |                                 |
| 陸将 (Rikushō, (Général terrestre))                                                        | Général de division                                                          | Général de division,                                                                | Division                                                                        |                             |                             |                                 |
| 陸将補 (Rikushō-ho, (Général terrestre inférieur ))                                        | Général de brigade,                                                          | Général de brigade,                                                                 | Brigade                                                                         |                             |                             |                                 |
| 1等陸佐 (Ittō-rikusa, (Colonel terrestre de 1re classe))                                   | Colonel                                                                      | Colonel                                                                             | Brigade ou Régiment ou Groupe de Bataillon                                      |                             |                             |                                 |
| 2等陸佐 (Nitō-rikusa, (Colonel terrestre de 2e classe))                                    | Lieutenant-colonel                                                           | Lieutenant-colonel                                                                  | Bataillon                                                                       |                             |                             |                                 |
| 3等陸佐 (Santō-rikusa, (Colonel terrestre de 3e classe))                                   | Major                                                                        | Commandant ou Chef d'escadron                                                       | Compagnie                                                                       |                             |                             |                                 |
| 1等陸尉 (Ittō-rikui, (Lieutenant terrestre de 1re classe))                                 | Capitaine                                                                    | Capitaine                                                                           | Compagnie ou Batterie                                                           |                             |                             |                                 |
| 2等陸尉 (Nittō-rikui, (Lieutenant terrestre de 2e classe))                                 | Premier-lieutenant                                                           | Lieutenant                                                                          | Peloton                                                                         |                             |                             |                                 |
| 3等陸尉 (Santō-rikui, (Lieutenant terrestre de 3e classe))                                 | Deuxième-lieutenant                                                          | Sous-lieutenant                                                                     | Peloton                                                                         |                             |                             |                                 |
| Hommes du rang（准尉および曹士）                                                           |                                                                              |                                                                                     |                                                                                 |                             |                             |                                 |
| 准陸尉 (Jun-rikui, (Lieutenant-associé terrestre))                                         | Officier mandaté                                                             | Major                                                                               | Peloton                                                                         |                             |                             |                                 |
| 准陸尉 (Jun-rikui, (Lieutenant-associé terrestre))                                         | Officier mandaté                                                             | Adjudant-chef                                                                       | Peloton                                                                         |                             |                             |                                 |
| 陸曹長 (Rikusō-chō, (Sous-officier terrestre chef))                                        | Sergent-major                                                                | Adjudant                                                                            | Peloton                                                                         |                             |                             |                                 |
| 1等陸曹 (Ittō-rikusō, (Sous-officier terrestre de 1re Classe))                             | Sergent-maître                                                               | Sergent-chef brevet militaire de 2e niveau ou Maréchal des logis-chef de 1re classe | Peloton                                                                         |                             |                             |                                 |
| 2等陸曹 (Nitō-rikusō, (Sous-officier terrestre de 2e classe))                              | Sergent de 1re classe                                                        | Sergent-chef ou Maréchal des logis-chef                                             | Groupe de combat                                                                |                             |                             |                                 |
| 3等陸曹 (Santō-rikusō, (Sous-officier trrestre de 3e classe))                              | Sergent                                                                      | Sergent ou Maréchal des logis                                                       | Groupe de combat                                                                |                             |                             |                                 |
| 陸士長 (Rikusi-chō, (Soldat terrestre chef))                                               | Soldat principal                                                             | Caporal ou Brigadier                                                                | Pas de commandement                                                             |                             |                             |                                 |
| 1等陸士 (Ittō-rikusi, (Soldat terrestre de 1re classe))                                    | Soldat de 1re classe                                                         | 1er classe                                                                          | Pas de commandement                                                             |                             |                             |                                 |
| 2等陸士 (Nitō-rikusi, (Soldat terrestre de 2e classe))                                     | Soldat                                                                       | 2e classe                                                                           | Pas de commandement                                                             |                             |                             |                                 |
| 自衛官候補生 (jieikan-kōhosē, (Cadet officier des Forces d'autodéfense))                   | Élève-soldat                                                                 | Pas d'équivalent                                                                    | Pas de commandement                                                             |                             |                             | Pas d'insigne                   |

### Force maritime d'autodéfense japonaise
En japonais 海上自衛隊 (Kaijō Jieitai) et plus souvent désignée par le terme anglais Japan Maritime Self-Defense Force (abrégé en JMSDF).
| Grades                                                                         | Désignation de grade en traduction française       | Grade équivalent dans la Marine nationale française | Niveau de commandement habituel dans la Force maritaime d'autodéfense japonaise | Insigne type A （甲階級章） | Insigne type B （乙階級章） | Insigne type C （丙階級章） | Insigne miniature type （略章） |
| ------------------------------------------------------------------------------ | -------------------------------------------------- | --------------------------------------------------- | ------------------------------------------------------------------------------- | --------------------------- | --------------------------- | --------------------------- | ------------------------------- |
| Officiers（幹部）                                                              |                                                    |                                                     |                                                                                 |                             |                             |                             |                                 |
| 幕僚長たる海将 (Bakuryōchō-taru-Kaishō, (Amiral servant de chef d'état-major)) | Amiral ou Vice-amiral servant de chef d'état-major | Amiral                                              | Chef d'état-major 幕僚長 (Bakuryōchō)                                           |                             |                             |                             |                                 |
| 海将 (Kaishō, (Amiral))                                                        | Vice-amiral                                        | Vice-amiral d'escadre                               | Flotte ou District naval Yokosuka Sasebo Kure                                   |                             |                             |                             |                                 |
| 海将 (Kaishō, (Amiral))                                                        | Vice-amiral                                        | Vice-amiral                                         | District naval Maizuru Ōminato ou Escadre ou Division                           |                             |                             |                             |                                 |
| 海将補 (Kaishō-ho, (Amiral inférieur))                                         | Contre-amiral                                      | Contre-amiral                                       | Division ou Flottille                                                           |                             |                             |                             |                                 |
| 1等海佐 (Ittō-kaisa, (Capitaine de 1re classe))                                | Capitaine                                          | Capitaine de vaisseau                               | Division ou Flottille ou Vaisseau ou Escadrille de frégate                      |                             |                             |                             |                                 |
| 2等海佐 (Nitō-kaisa, (Capitaine de 2e classe))                                 | Commandant                                         | Capitaine de frégate                                | Frégate ou Escadrille de corvette                                               |                             |                             |                             |                                 |
| 3等海佐 (Santō-kaisa, (Capitaine de 3e classe))                                | Lieutenant-commandant                              | Capitaine de corvette                               | Corvette                                                                        |                             |                             |                             |                                 |
| 1等海尉 (Ittō-kai-i, (Lieutenant marine de 1re classe))                        | Lieutenant                                         | Lieutenant de vaisseau                              | Pas de commandement                                                             |                             |                             |                             |                                 |
| 2等海尉 (Nitō-kai-i, (Lieutenant marine de 2e classe))                         | Lieutenant grade subalterne                        | Enseigne de vaisseau de 1re classe                  | Pas de commandement                                                             |                             |                             |                             |                                 |
| 3等海尉 (Santō-kai-i, (Lieutenant marine de 3e classe))                        | Enseigne                                           | Enseigne de vaisseau de 2e classe                   | Pas de commandement                                                             |                             |                             |                             |                                 |
| Hommes du rang（准尉および曹士）                                               |                                                    |                                                     |                                                                                 |                             |                             |                             |                                 |
| 准海尉 (Jun-kai-i, (Lieutenant-associé marine))                                | Officier mandaté                                   | Major                                               | Pas de commandement                                                             |                             |                             |                             |                                 |
| 准海尉 (Jun-kai-i, (Lieutenant-associé marine))                                | Officier mandaté                                   | Maître principal                                    | Pas de commandement                                                             |                             |                             |                             |                                 |
| 海曹長 (Kaisō-chō) Premier maître-chef                                         | 海曹長 (Kaisō-chō) Premier maître-chef             | Premier maître                                      | Pas de commandement                                                             |                             |                             |                             |                                 |
| 1等海曹 (Itto-kaisō) Premier maître                                            | 1等海曹 (Itto-kaisō) Premier maître                | Pas d'équivalent                                    | Pas de commandement                                                             |                             |                             |                             |                                 |
| 2等海曹 (Nitō-kaisō) Deuxième maître                                           | 2等海曹 (Nitō-kaisō) Deuxième maître               | Maitre                                              | Pas de commandement                                                             |                             |                             |                             |                                 |
| 3等海曹 (Santō-kaisō) Troisième maître                                         | 3等海曹 (Santō-kaisō) Troisième maître             | Second maitre                                       | Pas de commandement                                                             |                             |                             |                             |                                 |
| 海士長 (Kaisi-chō) Premier matelot                                             | 海士長 (Kaisi-chō) Premier matelot                 | Quartier-maître de 2e classe                        | Pas de commandement                                                             |                             |                             |                             |                                 |
| 1等海士 (Ittō-kaisi, (Matelot de 1er classe))                                  | Matelot                                            | Matelot de 1re classe                               | Pas de commandement                                                             |                             |                             |                             |                                 |
| 2等海士 (Nitō-kaisi, (Matelot de 2e classe))                                   | Matelot apprenti                                   | Matelot de 2e classe                                | Pas de commandement                                                             |                             |                             |                             |                                 |
| 自衛官候補生 (Jieikan-kōhosē, (Cadet officier des Forces d'autodéfense))       | Élève-matelot                                      | Pas d'équivalent                                    | Pas de commandement                                                             |                             |                             | Pas d'insigne               | Pas d'insigne                   |

### Force aérienne d'autodéfense japonaise
En japonais 航空自衛隊 (Kōkū Jieitai) et plus souvent désignée par le terme anglais Japan Air Self-Defense Force (abrégé en JASDF).
| Grades                                                                                | Désignation de grade en traduction française                                         | Grade équivalent dans l'Armée de l'air française | Niveau de commandement habituel dans la Force aérienne d'autodéfense japonaise | Insigne type A （甲階級章） | Insigne type B （乙階級章） | Insigne miniature type （略章） |
| ------------------------------------------------------------------------------------- | ------------------------------------------------------------------------------------ | ------------------------------------------------ | ------------------------------------------------------------------------------ | --------------------------- | --------------------------- | ------------------------------- |
| Officiers（幹部）                                                                     |                                                                                      |                                                  |                                                                                |                             |                             |                                 |
| 幕僚長たる空将 (Bakuryōchō-taru-Kūshō, (Général aérien servant de chef d'état-major)) | Général de corps aérien ou Général de division aérienne servant de chef d'état-major | Général d'armée aérienne                         | Chef d'état-major 幕僚長 (Bakuryōchō)                                          |                             |                             |                                 |
| 空将 (Kūshō, (Général aérien))                                                        | Général de division aérienne                                                         | Général de corps aérien                          | Commandement aérien                                                            |                             |                             |                                 |
| 空将 (Kūshō, (Général aérien))                                                        | Général de division aérienne                                                         | Général de division aérienne                     | Division aérienne                                                              |                             |                             |                                 |
| 空将補 (Kūshō-ho, (Général aérien inférieur)                                          | Général de brigade aérienne,                                                         | Général de brigade aérienne,                     | Escadre                                                                        |                             |                             |                                 |
| 1等空佐 (Ittō-kūsa, (Colonel aérien de 1re classe))                                   | Colonel                                                                              | Colonel                                          | Escadre ou Groupe                                                              |                             |                             |                                 |
| 2等空佐 (Nitō-kūsa, (Colonel aérien de 2e clase))                                     | Lieutenant-colonel                                                                   | Lieutenant-colonel                               | Escadron                                                                       |                             |                             |                                 |
| 3等空佐 (Santō-kūsa, (Colonel aérien de 3e clase))                                    | Major                                                                                | Commandant                                       | Escadrille                                                                     |                             |                             |                                 |
| 1等空尉 (Ittō-kūi, (Lieutenant aérien de 1re classe))                                 | Capitaine                                                                            | Capitaine                                        | Escadrille                                                                     |                             |                             |                                 |
| 2等空尉 (Nitō-kūi, (Lieutenant aérien de 2e classe))                                  | Premier-lieutenant                                                                   | Lieutenant                                       | Patrouille                                                                     |                             |                             |                                 |
| 3等空尉 (Santō-kūi, (Lieutenant aérien de 3e classe))                                 | Deuxième-lieutenant                                                                  | Sous-lieutenant                                  | Patrouille                                                                     |                             |                             |                                 |
| Hommes du rang（准尉および曹士）                                                      |                                                                                      |                                                  |                                                                                |                             |                             |                                 |
| 准空尉 (Jun-kūi, (Lieutenant-associé aérien))                                         | Officier mandaté                                                                     | Major                                            | Patrouille                                                                     |                             |                             |                                 |
| 准空尉 (Jun-kūi, (Lieutenant-associé aérien))                                         | Officier mandaté                                                                     | Adjudant-chef                                    | Patrouille                                                                     |                             |                             |                                 |
| 空曹長 (Kūsō-chō, (Sous-officier aérien chef))                                        | Sergent-maître principal                                                             | Adjudant                                         | Patrouille                                                                     |                             |                             |                                 |
| 1等空曹 (Ittō-kūsō, (Sous-officier aérien de 1re classe))                             | Sergent-maître                                                                       | Pas d'équivalent                                 | Patrouille                                                                     |                             |                             |                                 |
| 2等空曹 (Nitō-kūsō, (Sous-officier aérien de 2e classe))                              | Sergent-technique                                                                    | Sergent-chef                                     | Escouade                                                                       |                             |                             |                                 |
| 3等空曹 (Santō-kūsō, (Sous-officier aérien de 3e classe))                             | Sergent d'état-major                                                                 | Sergent                                          | Escouade                                                                       |                             |                             |                                 |
| 空士長 (Kūsi-chō, (Soldat aérien chef))                                               | Aviateur de 1re classe                                                               | Caporal                                          | Pas de commandement                                                            |                             |                             |                                 |
| 1等空士 (Ittō-kūsi, (Soldat aérien de 1re classe))                                    | Aviateur de 2e classe                                                                | Aviateur 1re classe                              | Pas de commandement                                                            |                             |                             |                                 |
| 2等空士 (Nitō-kūsi, (Soldat aérien de 2e classe))                                     | Aviateur de 3e classe                                                                | Aviateur                                         | Pas de commandement                                                            |                             |                             |                                 |
| 自衛官候補生 (Jieikan-Kōhosē, (Cadet officier des Forces d'autodéfense))              | Élève-aviateur                                                                       | Pas d'équivalent                                 | Pas de commandement                                                            |                             |                             | Pas d'insigne                   |

## Drapeau de grade des officiers généraux
| Drapeaux  |                                                                    |                                                                 |                                             |                        |                                               |                                               |
| Grades    | Général terrestre servant de chef d'état-major                     | Général terrestre servant de chef d'état-major                  | Général terrestre                           | Général terrestre      | Général terrestre inférieur                   | Général terrestre inférieur                   |
| Fonctions | Chefs d'état-major interarmées des Forces japonaises d'autodéfense | Chef d'état-major de la Force terrestre d'autodéfense japonaise | Commandant de Commandement major et d'armée | Commandant de division | Commandant de brigade (Catégorie de salaire1) | Commandant de brigade (Catégorie de salaire2) |

| Drapeaux  |                                                                    |                                                                |                                                  |                                        |                                                         |
| Grades    | Amiral servant de chef d'état-major                                | Amiral servant de chef d'état-major                            | Amiral                                           | Amiral inférieur                       | Capitaine de 1re classe (commandant d'unité supérieure) |
| Fonctions | Chefs d'état-major interarmées des Forces japonaises d'autodéfense | Chef d'état-major de la Force maritime d'autodéfense japonaise | Commandant de flotte et d'escadre et de division | Commandant de division et de flottille | Commandant de division et de flottille                  |

| Drapeaux  |                                                                    |                                                                |                                                             |                          |
| Grades    | Général aérien servant de chef d'état-major                        | Général aérien servant de chef d'état-major                    | Général aérien                                              | Général aérien inférieur |
| Fonctions | Chefs d'état-major interarmées des Forces japonaises d'autodéfense | Chef d'état-major de la Force aérienne d'autodéfense japonaise | Commandant de commandement aérienne et de division aérienne | Commandant d'escadre     |

## Remarques
- Les Chefs d'État-Major interarmées des Forces japonaises d'autodéfense (統合幕僚長, Tōgō bakuryō-chō?) portent l'emblème des Chefs d'État-Major Interarmées des Forces japonaises d'autodéfense (統合幕僚長章, Tōgō bakuryō-chō shō?) sur la poche pectorale gauche.
- Les codes OTAN présent dans les tableaux le sont uniquement à titre indicatif, le Japon ne faisant pas partie de l'Organisation du traité de l'Atlantique nord, les Forces japonaises d'autodéfense ne peuvent donc pas ratifier les accords de normalisation STANAG 2116.
- La classification du grade des officiers généraux figurant dans la liste est limitée au Japon. Pour les officiers généraux des Forces japonaises d'autodéfense, il existe une classification par grades qui correspond aux forces armées étrangères telles que les Forces armées des États-Unis, qui est déterminée par le poste[4].
- Le général de division servant de chef d'état-major, le vice-amiral servant de chef d'état-major et le général de division aérienne servant de chef d'état-major ont été grade quatre étoiles le 1er décembre 1962. Avant cela, c'était une note de grade trois étoiles.